# Каменско-Днепровский район
Ка́менско-Днепро́вский райо́н (укр. Кам'янсько-Дніпровський район ) — упразднённая административная единица Запорожской области Украины.
Административный центр — город Каменка-Днепровская.

## География
Каменско-Днепровский район расположен в юго-восточной части Украины и западной части Запорожской области на стыке Днепропетровской и Херсонской областей.
Территория района занимает площадь 1,23 тыс. км².
По территории района протекают реки
Каховское водохранилище (Днепр),
Большая Белозерка.

## История
- Район образован 7 марта 1923 года.
- 17 июля 2020 года в результате административно-территориальной реформы район вошёл в состав Васильевского района[3].

## Население
По данным переписи 2001 года, численность населения составляла 45 819 человек, на 1 января 2013 года — 41 253 человека.

## Административное устройство
Район включает в себя:
| - Городских советов: 1 - Сельских советов: 8 | - Городов: 1 - Посёлков: 1 - Сёл: 16 |

### Местные советы[6]
| - Каменско-Днепровский городской совет - Благовещенский сельский совет - Великознаменский сельский совет - Водянский сельский совет - Днепровский сельский совет | - Заповитненский сельский совет - Ивановский сельский совет - Нововодянский сельский совет - Новоднепровский сельский совет |

### Населённые пункты[7]
| с. Благовещенка с. Великая Знаменка с. Водяное с. Гуртовое с. Днепровка | пос. Заповитное с. Ивановка г. Каменка-Днепровская с. Мичурина с. Новоалексеевка | с. Нововодяное с. Новоднепровка с. Новоукраинка с. Подовое с. Примерное | с. Степовое с. Цветковое с. Шляховое |